# 백승익
백승익(1979년 10월 24일 ~ )은 대한민국의 배우이다.

## 드라마
- 《미세스 캅》 (SBS) (2016년) - 킬러 역
- 《닥터 프리즈너》 (KBS) (2019년) - 홍남표 역
- 《아스달 연대기》 (TvN) (2019년) - 물길족의 차나라기 역
- 《드라마 스페셜 - 그렇게 살다》 (KBS) (2019년) - 장부장 역
- 《우아한 친구들》 (JTBC) (2020년) - 강봉일 형사 역
- 《미남당》 (KBS) (2022년) - 박진상 역

## 영화
- 《남매의 집》 (2009년) - 안경 역
- 《의형제》 (2010년) - 베트남 조직원 1 역
- 《부당거래》 (2010년) - 살수 역
- 《베를린》 (2013년) - 보위부요원 1 역
- 《신세계》 (2013년) - 천안 1 역
- 《친구 2》 (2013년) - 눈음푹 친구 역
- 《군도: 민란의 시대》 (2014년) - 7인 무관 4 역
- 《무뢰한》 (2015년) - 쪽방사내 2 역
- 《베테랑》 (2015년) - 광수대 형사 5 역 (천만영화)
- 《공작》 (2018년) - 보위부요원 5 역
- 《인랑》 (2018년) - 공안부 특수임무팀 1 역
- 《동백》 (2021년) - 백두산호랑이 역
- 《범죄도시 2》 (2022년) - 은갈치 역 (최춘백이 고용한 킬러들의 두목) (천만영화)
- 《비상선언》 (2022년) - 국과수 팀원 역
- 《늑대사냥》 (2022년) - 양돈축사 시체처리반장 역
- 《서울의 봄》 (2023년) - 체포조보안사 역 (천만영화)
- 《데드맨》 (2024년) - 청부업자 2 역
- 《하이재킹》 (2024년) - 간첩조창희 역

## 수상
- 《월드스타연예대상》 (2019년) - 씬스틸러상